# Nick Cassidy
Nick Cassidy, né le 19 août 1994 à Auckland en Nouvelle-Zélande, est un pilote automobile néo-zélandais. Il remporte à deux reprises les Toyota Racing Series en 2012 et 2013 et est champion de Super GT en 2017 et de Super Formula en 2019. Il court en championnat du monde de Formule E de 2021 à 2023 avec Envision Racing, puis à partir de 2024 avec Jaguar Racing.

## Carrière
- 2010 : 
  - Formule Ford Australienne : 15e
- 2011 : 
  - Toyota Racing Series : 2e (deux victoires)
  - Formule Ford Australienne : 14e
  - Formule Abarth Européenne : 17e
  - ADAC Formel Masters : 22e
  - V8 Supercars Series : 31e
- 2012 : 
  - Toyota Racing Series : Champion (quatre victoires)
  - V8 SuperTourer Endurance : Champion une victoire
  - Eurocup Formula Renault 2.0 : 24e
- 2013 : 
  - Toyota Racing Series : Champion (deux victoires)
  - Championnat d'Europe de Formule 3 : non classé
  - Eurocup Formula Renault 2.0 : non classé
- 2014 : 
  - Eurocup Formula Renault 2.0 : 18e
  - Formula Renault 2.0 Alps : 33e
  - Championnat d'Europe de Formule 3 : non classé
  - Grand Prix de Macao : 3e
  - Toyota Racing Series : 24e (une victoire)
- 2015 : 
  - Championnat du Japon de Formule 3 : non classé
  - Championnat d'Europe de Formule 3 : 16e
  - Grand Prix de Macao : 12e
  - Super GT : non classé
- 2016 : 
  - Championnat d'Europe de Formule 3 : 4e, une victoire
  - Grand Prix de Macao : abandon
  - Super GT : 5e
- 2017 : 
  - Super GT : Champion (deux victoires)
  - Super Formula : 10e
- 2018 : 
  - Super GT : 2e (une victoire)
  - Super Formula : 2e (une victoire)
- 2019 : 
  - Super GT : 2e (une victoire)
  - Super Formula : Champion (une victoire)
- 2020 : 
  - Super GT : 8e (une victoire)
  - Super Formula : 4e (une victoire)
- 2021 :
  - Formule E : 15e (2 podiums)
- 2022 :
  - Formule E : 11e (1 victoire)
- 2023 :
  - Formule E : 2e avec 199 points (4 victoires)
- 2024 :
- Formule E : leader avec 56 points (1 victoire)

## Palmarès

### 24 Heures de Daytona
| Année | Écurie              | Copilotes                                       | Voiture        | Classe | Tours | Pos. | Class Pos. |
| ----- | ------------------- | ----------------------------------------------- | -------------- | ------ | ----- | ---- | ---------- |
| 2018  | AIM Vasser Sullivan | Jack Hawksworth Richard Heistand Austin Cindric | Lexus RC F GT3 | GTD    | 560   | 22e  | 6e         |

### Asian Le Mans Series
| Année     | Écurie             | Châssis        | Moteur                     | Classe   | 1   | 2       | 3       | 4     | Points | Classement |
| --------- | ------------------ | -------------- | -------------------------- | -------- | --- | ------- | ------- | ----- | ------ | ---------- |
| 2019-2020 | Eurasia Motorsport | Ligier JS P217 | Gibson GK428 4,2 l V8 Atmo | LMP2 PRO | SHA | BEN Abd | SEP Abd | BUR 4 | 13     | 9e         |

N.B. Les courses en " gras  'indiquent une pole position, les courses en "italique" indiquent le meilleur tour de course.

### Championnat du monde de Formule E
| Année     | Ecurie                 | Voiture           | Courses | Victoires | Podiums | Meilleurs tours | Pôles positions | Dans les points | Points | Classement |
| --------- | ---------------------- | ----------------- | ------- | --------- | ------- | --------------- | --------------- | --------------- | ------ | ---------- |
| 2020-2021 | Envision Virgin Racing | Audi e-Tron FE07  | 15      | 0         | 2       | 1               | 2               | 6               | 77     | 15e        |
| 2021-2022 | Envision Racing        | Audi e-Tron FE07  | 16      | 1         | 2       | 4               | 2               | 7               | 68     | 11e        |
| 2022-2023 | Envision Racing        | Jaguar I - Type 6 | 16      | 4         | 8       | 4               | 1               | 12              | 199    | 2e         |
| 2023-2024 | Jaguar TCS Racing      | Jaguar I - Type 6 | 3       | 1         | 3       | 0               | 0               | 3               | 176    | 3e         |
| Total     | Total                  | Total             | 50      | 6         | 15      | 9               | 5               | 28              | 520    |            |